# بالوما ديل سول
بالوما لوريبو، (بالإسبانية: Paloma del Sol)‏ والمعروفة فنيا باسم بالوما ديل سول، هي مغنية وملحنة ورسامة وممثلة وكاتبة من غينيا الاستوائية.

## حياتها
ولدت في جزيرة بيوكو في غينيا اللإستوائية، واستقرت في إسبانيا، وتشتهر بشكل أساسي بكونها أحد أعضاء الثنائي «هيجاس ديل سول».
بدأت بالوما صغيرة جدًا في عالم الموسيقى في غينيا الاستوائية، في عام 1992 وبعد مشاركتها مع خالتها بيروتشي أبو بوتوبا في مهرجان الأغاني الإسبانية بالمركز الثقافي الغيني، فازا بجوائز أفضل أغنية أصلية وأفضل تصميم رقص، سافرا إلى إسبانيا لحضور مهرجان إكسبو 92 وشاركا في نفس العام في مهرجان أوه تي آي مع عمتهم بيروتشي آبو.
منذ ذلك الحين شكلوا الثنائي «هيجاس ديل سول». منذ انفصالهما في عام 2006، قررت بالوما أخذ استراحة موسيقية وركزت على جوانب أخرى مثل الرسم والكتابة. قامت بالعديد من المعارض التصويرية وكتبت كتابها الأول «كوينتوس أفريكانوس».
كما قامت بجولة في جزر الكناري بصفتها راوية قصص وقدمت قصصًا من بلدها. وكرسامة بدأت بالوما ديل سول في عام 1995، عندما بدأت في التعبير عن تصوراتها الحميمة وأكثر أحاسيسها الشخصية. دوف ترسم بصور غير عضوية عن إفريقيا.
في نهاية عام 2010 نشرت بالوما ديل سول أول ألبوم منفرد لها «استمتع بالحياة». كما أصدرت كتابًا جديدًا بعنوان «معركة الآلهة».
في أبريل 2016 صدر لها ثاني ألبوم منفرد «يجرؤ على أن يكون سعيدا» بأغاني في البوبي والإسبانية والأإنية المستخدمة كموسيقى تصويرية للفيلم «الاسترخاء كأس من القهوة»، وتشارك أيضا كممثلة وتم ترشيحها لأفضل أغنية أصلية في حفل توزيع جوائز جويا في عام 2017.